# دیمین الوی
دیمین الوی (انگلیسی: Damien Éloi؛ زادهٔ ۴ ژوئیهٔ ۱۹۶۹) یک بازیکن تنیس روی میز اهل فرانسه است. 
وی در مسابقات کشوری و بین‌المللی در مجموع برنده ۲ مدال طلا، ۶ مدال نقره، ۳ مدال برنز شده‌است.